# Правова система Данії
Правова система Данії входить в правової сім'ї скандинавських країн, в якій перетинаються риси як і романо-германської так і англосаксонської правових сімей. Фарерські острови та острів Гренландія, які належать Данії, користуються внутрішньою автономією (Закони «Про автономію Фарерських островів», «Про автономію острова Гренландія»).

## Історія
Феодальна данська держава утворилася в ІХ-Хст. В XVII ст., за формою правління Данія стала абсолютною монархією.
Найважливішим джерелом права в історії Данії — «Данський закон Крістіана V» (1683р), виконаний на бажання короля, шляхом перегляду попередніх законодавчих актів (після прийняття закону в 1683 році — ці акти були скасовані). Закон складається з шести книг і являє собою звід законів, який стосується багатьох гілок права. Кримінальне право, яке викладене в останні книзі, — є найбільш детальним. Даний документ ніколи офіційно не скасовувався, але до цього часу в силі залишились лишень деякі другорядні положення.
Конституційний Акт, прийнятий в 1849 році — закладає основу данської демократії.
Тривалий час право Данії було визначальним для розвитку правових систем Норвегії та Ісландії. В 1814 р. Данія втратила землі Норвегії, в 1918 р., в рамках унії, визнала незалежність Ісландії. В 1972 р. Данія вступила в Європейську економічну спільноту, що тепер накладає певний відбиток на правову систему країни.

## Загальна характеристика
Як і в усіх країнах скандинавської правової сім'ї, головним джерелом права в Данії є закони, хоча не всі гілки права є кодифіковані. Так, Закон «Про правосуддя» 1916 року регулює питання судоустрою, кримінального та цивільного процесів, виконання судових рішень та вироків. звичаєве право є одним з джерел права.
Судові прецеденти грають вагому роль у праві Данії. Застосування судових прецедентів в Данії не регулюється строгими та жорсткими правилами. Суди повинні слідувати в першу чергу рішеннями Верховного суду.
Право на автономній території Гренландії відрізняється від данського права. В цивільно-правовій сфері місцеве звичаєве право має таку ж юридичну силу, як і данські закони (саме воно регулює правові наслідки шлюбу). Данським урядом видано декілька законодавчих актів спеціально для Гренландії, а саме: Цивільно-процесуальний кодекс, Закон «Про спадок», Закон «Про правове положення дітей» і т. д. Саме для місцевих умов острова Гренландія видано також Кримінальний кодекс для Гренландії 1954 року.
Наукові дослідження в галузі права Данії проводяться на факультеті юридичних та політичних наук Копенгагенського університету, а також на факультеті економіки і права Оргуського університету.

## Цивільне право
Цивільно-правові відносини, а також сфера торгового обороту регулюються нормами прецедентами права, а також записані в деяких законодавчих актах. Право власності на нерухомість регулює Закон «Про реєстрацію земель» (1926р), а зобов'язальне право і торгові відносини регулюють: Закон «Про купівлю-продаж товару» (1906р), Закон «Про страхування» (1930р), Закон «Про торгівлю» (1966р). Прецедентне право в свою чергу впливає на ці акти. У сфері цивільних правопорушень відсутні законодавчі акти; тут діють норми виключно прецедентного права, побудовані на принципах вини і тільки в деяких випадках дозволяється відповідальність за діяння інших осіб. Сферу сімейного і спадкового права регулюють: Закон «Про шлюб та розлучення» (1969р); Закон «про правове положення дітей» (1960р); Закон «Про усиновлення» (1956р) та інші.

## Трудове право
Трудові відносини регулюються колективними договорами, складеними між представниками робітників (профспілки) і об'єднаннями підприємців на загальнонаціональному або гілковому рівнях, також можуть бути на підприємстві між працівниками та власником підприємства. Система соціального забезпечення фінансується за рахунок прямих і непрямих податків, внесками підприємців та бюджетним асигнуванням. У Данії система соціального забезпечення передбачає виплату пенсій за старістю, частина яких сплачується всім, хто потребує цього; виплату пенсій у зв'язку з безробіттям, інвалідністю; компенсацію витрат на житло і виховання дітей; безкоштовну медичну допомогу та ін.

## Екологічне право
Охороні навколишнього середовища в Данії приділяється найбільша увага. Основним джерелом права по захисту флори, фауни та середовища розвитку рослин та тварин є Закон «Про охорону навколишнього середовища» (1985р). Окремі питання регулюються: Законом «Про правила полювання»; Законом «Про правила риболовлі»; Законом «Про ліси»; Законом «Про розкопки корисних копалин»; Законом «Про водопостачання»; інструкціями Міністерства охорони природи.

## Кримінальне право
Кримінальне право Данії кодифіковані. КК 1930 р. став одним з найбільш помітних явищ в кримінальному законодавстві першої половини XX ст. У ньому була зроблена спроба поєднати концепції «неокласичної» і соціологічної шкіл кримінального права. КК У 1930 передбачені досить широкі межі суддівського розсуду. Він припускав застосування кримінального закону за аналогією, що мотивувалося прагненням уникати детальних описів складів злочину (аналогія допускалася і у попередньому КК 1866 р., але тоді вона виправдовувалася можливими пропусками). Поряд із заходами покарання у КК 1930 передбачені переміщення в робітничий будинок та інші «заходи безпеки» для деяких категорій правопорушників. Цим кодексом була введена примусова кастрація, але на практиці вона не використовувалась. Смертна кара в Данії скасована в 1978 році.
У Данії немає особливого пакета антикорупційних законів. Спеціальні склади корупційних злочинів у цій державі включені до кримінального законодавства, основу якого становить Кримінальний кодекс Данії (КК Данії). У статтях 122 та 144 КК Данії від 1994 року передбачена кримінальна відповідальність як за активне, так і пасивне хабарництво осіб, які обіймають державну посаду чи виконують державну функцію.

## Судова система
У всіх 84 судових округах є суди першої інстанції (нижчі суди), які складаються з одного або декількох (в Копенгагені 20) професійних суддів. Цивільні справи судді розглядали одноосібно, а кримінальні — з участю двох засідателів. Дуже широко була розповсюджена практика відплати підсудним штрафу до суду над ним, яка виключала процедуру судового розгляду і винесення вироку.
Два суди — східних і західних земель (данських островів і півострова Ютландія відповідно), виступають як апеляційна інстанція. Також вони були як суди першої інстанції в цивільних та кримінальних справах, які не попадають під юрисдикцію нижчих судів по категорії справи, сумі позову або по ступені тяжкості покарання; вони розглядають справи про правопорушення, які караються позбавленням волі на строк 8 років або більш тяжке покарання. В цих судах 20 колегій по 3 судді в кожній, які перемінно розглядають кримінальні та цивільні справи першої та другої інстанції. Розгляд кримінальної справи в першій інстанції проводиться з участю 12 присяжних. В їх компетенції є не тільки право виносити вердикт, а ще й разом із суддями визначати міру покарання обвинуваченому.
Найвища ланка в судовій системі — Верховний Суд (м. Копенгаген), створений ще в 1661 році. В його складі 15 суддів та голова суду. Суд розглядає скарги на рішення нижчих судів в одній з двох колегій в складі не менше, ніж 5 суддів. Пленум Верховного суду міг скликатись в деяких випадках.
Високий суд Королівства включає не більше 15 професійних суддів Верховного суду Королівства і 15 суддів. вибраних Фолькетингом на 6-річний строк в співвідношенні з принципом пропорційного представництва. Жоден депутат Фолькетинга не може бути суддею Високого суду. а також не може виконувати функції судді Високого суду Королівства. Якщо суддя або декілька суддів з Верховного суду не можуть брати участь в розгляді конкретної судової справи, то від справи відстороняється така ж кількість суддів, вибраних Фолькетингом.
Суд в Копенгагені по розгляду морських та торгових справ посідає не менш вагоме місце в судовій системі Данії. Справа в цьому суді розглядається колегією в складі одного професійного судді і 2 або 4 судових засідателів із числа спеціалістів, які мають відповідний досвід. В компетенції суду є не тільки справи цивільних суперечок, а й справи про кримінальні порушення, зв'язані з подіями на морі.

### Розгляд справ
Судовий розгляд в Данії повинне по можливості бути відкритим і гласним. Як правило, судові рішення та вироки, винесені данськими судами, можуть бути оскаржені тільки один раз. Тільки в окремих випадках, з дозволу міністра юстиції, Верховний суд може прийняти до розгляду справу про скаргу на рішення або вирок нижчого суду, вже розглянуті судом другої інстанції.
В Данії немає системи адміністративної юстиції, проте діяння адміністративних органів можуть бути оскаржені в загальних судах, навіть у Верховному.

### Суддя
Призначення на посаду судді відбувається королівським указом, за пропозицією Міністерства юстиції з числа осіб, які мають 15-20 років стажу роботи дипломованими юристами при судах, у прокуратурі тощо. Коло осіб, призначених суддями — дуже обмежене (близько 280 на країну з 5,1 млн населення). Судді призначаються довічно, але в 70 років йдуть у відставку.

## Прокуратура
Прокуратура входить до системи Міністерства юстиції і головним завданням прокуратури є підтримання державного обвинувачення в суді. До складу прокуратури входять: генеральний прокурор («Королівський адвокат»), його заступник і 7 «державних адвокатів» — місцеві прокурори. Функції прокуратури регламентуються законом «Про правосуддя». Нагляд над управлінськими і владними структурами не входить в компетенцію прокуратури.
Тільки дипломовані юристи, з визначеним стажем роботи, мають право виступати в суді як представник сторони в цивільних або захисником у кримінальних справах. Вони повинні відповідати ряду вимог, строгість яких збільшується з тим, звання адвоката якого суду (нижчого, судів східних і західних земель чи Верховного суду) хоче отримати претендент. Поширена практика призначення безплатного захисника в кримінальних справах, а також в ряді випадків уже на стадії повторного слідства.

### Омбудсмен юстиції
Омбудсмен юстиції — посадова особа, яка контролює за діяльністю цивільної та військової адміністрації держави, служба якого затверджена в Данії Законом від 11 червня 1954 року, згідно з Конституцією 1953 року. В статті 55 Конституції вказано. що Омбудсмена призначає Фолькетинг. Строк повноважень — 4 роки. Функції данського Омбудсмена дещо обмежені, в порівнянні з іншими Скандинавськими країнами: він наглядає за діяльністю державних службовців, але не вмішується в діяння суддів.